# Odznaka honorowa „Za Zasługi dla Ochrony Środowiska i Gospodarki Wodnej”
Odznaka honorowa „Za Zasługi dla Ochrony Środowiska i Gospodarki Wodnej” – polskie odznaczenie cywilne nadawane do 2022 przez ministra właściwego do spraw środowiska.

## Historia
Odznaka została ustanowiona 28 maja 1985 uchwałą Rady Ministrów w celu wyróżnienia osób zasłużonych dla ochrony środowiska i gospodarki wodnej. Kolejne rozporządzenie, z dnia 14 października 2003, zmieniło wygląd odznaczenia i określiło zasady nadawania. Odznaka została zniesiona w 2022 na mocy ustawy ustanawiającej Odznakę Honorową za Zasługi dla Ochrony Środowiska i Klimatu.
W poszczególnych latach odznakę nadawał:
- 1986 – Minister-kierownik urzędu ochrony środowiska i gospodarki wodnej
- 1985-1989 – Minister ochrony środowiska i zasobów naturalnych
- 1989 – Minister ochrony środowiska, zasobów naturalnych i leśnictwa
- 1990-1999 – Minister ochrony środowiska, zasobów naturalnych i leśnictwa
- 1999-2022 – Minister środowiska

## Zasady nadawania
Odznaka była szczególnym, zaszczytnym honorowym wyróżnieniem i mogła być nadawana obywatelom Rzeczypospolitej Polskiej oraz obywatelom państw obcych w uznaniu ich zasług dla ochrony środowiska i gospodarki wodnej.
Odznakę nadawał minister właściwy do spraw środowiska z własnej inicjatywy lub na wniosek:
- ministra lub kierownika urzędu centralnego;
- organu administracji rządowej w województwie lub organu samorządu terytorialnego;
- organu statutowego organizacji zawodowej lub społecznej, działającego w zakresie ochrony środowiska lub gospodarki wodnej (np. Liga Ochrony Przyrody, Polski Klub Ekologiczny, Polskie Towarzystwo Ochrony Przyrody „Salamandra”, Polskie Towarzystwo Ochrony Ptaków, Polskie Towarzystwo Turystyczno-Krajoznawcze, i inne);
- kierownika jednostki organizacyjnej podległej lub nadzorowanej przez ministra właściwego do spraw środowiska.

Odznaka była jednostopniowa i mogła być nadana tylko raz danej osobie. Nadanie potwierdzano legitymacją wręczaną łącznie z odznaką.
Stara odznaka, sprzed 2003, była dwustopniowa: srebrna i złota. Osoby którym nadano odznakę na podstawie uchwały z 1985 zachowują prawo do jej noszenia.

## Opis odznaki

### 1985
Odznaką był okrągły medal o średnicy 37 mm, wykonany z metalu złoconego i srebrzonego. Na stronie licowej odznaki, między kołem zewnętrznym a wewnętrznym, znajdował się napis: "ZA ZASŁUGI DLA OCHRONY ŚRODOWISKA I GOSPODARKI WODNEJ". W kole wewnętrznym o średnicy 32 mm znajdował się kontur Polski, w którym był wpisany rysunek połowy człowieka – połowy drzewa; górna część konturu mapy wieńczyło zachodzące słońce. Odznaka była zawieszona na prostokątnej zapince w kolorze pomarańczowym o wymiarach: prostokąta zewnętrznego – 25 mm długości i 5 mm szerokości oraz prostokąta wewnętrznego – 24 mm długości i 4 mm szerokości. Na odwrotnej stronie zapinki była zamocowana agrafka.
Odznakę noszono na prawej stronie piersi.

### 2003
Odznaka, nawiązująca do kuli ziemskiej, ma kształt okrągłego medalu o średnicy 35 mm i jest wykonana z metalu w kolorze złotym i srebrnym. Na stronie licowej znajduje się stylizowane przedstawienie pejzażu ze wschodem słońca nad linią horyzontu. Górna połowa odznaki jest w kolorze złotym, z jasnozłotym słońcem, dolna w kolorze srebrnym, z wystającymi na oba boki, do średnicy 37,5 mm, srebrnymi elementami mającymi symbolizować brzegi pokryte roślinnością. Wzdłuż krawędzi odznaki biegnie dwoma łukami napis, w części złotej srebrny, a w części srebrnej złoty: "ZA ZASŁUGI DLA OCHRONY ŚRODOWISKA I GOSPODARKI WODNEJ". Odwrotna strona odznaki jest w kolorze złotym, z napisem biegnącym dwoma łukami – górnym "MINISTERSTWO", dolnym "ŚRODOWISKA" i z zapięciem agrafkowym. Miniaturka odznaki wykonana z tych samych materiałów ma średnicę 15 mm. Różni się brakiem napisu na stronie licowej i zapięciem na szpilkę.
Odznakę nosi się na prawej stronie piersi.